# 柔道サイト eJudo
柔道サイト eJudo（じゅうどうサイト　イージュードー）は柔道に関する総合情報サイト。

## 概要
柔道を更に発展・普及させていくために、柔道家及び一般ユーザー双方のニーズを満たす目的で2005年に創設される。柔道に関する日々の最新ニュースの掲載をはじめ、柔道家のブログやファンサイト、海外の柔道関連サイトや柔道関連商品の紹介がなされている。他に著名な柔道家の人名事典、過去の主要大会の記録、このサイト独自の技分類等も掲載されている。さらに柔道に関する総合掲示板が設けられている。また、このサイトはパソコン版のみならず、携帯版としてe-柔道が存在していて、国内外の試合速報とその詳細は携帯版で報じられる。

## 主な内容
- 柔道の歴史
- 講道館・IJFルール比較
- 過去の主要大会結果
- 独自の技分類
- 柔道スコアブック
- 書評・ビデオ評
- eJudo 柔道総合掲示板
- 柔道家人名事典
- 海外柔道便り
- 有名人の柔道家
- 一本ムービーギャラリー